# Emilia (album)
Emilia è il titolo eponimo del secondo album della cantante svedese Emilia, pubblicato in tutta Europa nel 2000.

## Tracce
1. Sorry I'm in Love – 3:04
2. Kiss by Kiss – 4:00
3. Johnny Come Lately – 3:09
4. Before I Fall – 3:20
5. Girlfriend – 2:55
6. Playin' It By Heart – 3:54
7. If It's Gonna Be You – 3:07
8. What If I Told You... – 3:51
9. Heaven – 3:36
10. My Love Is True – 3:14
11. Tell Me Why – 3:55
12. Say You Will (Or Say You Won't) – 3:52
13. Supergirl – 3:09
14. Supergirl Outro – 1:06